# 森夲空斗
森夲 空斗 (もりもと そらと、2004年3月1日 - ) は、愛知県出身のサッカー選手。サンフレッチェ広島ユース所属。ポジションは、フォワード。Jリーグでは森本空斗登録となっている。

## 来歴
2021シーズンよりトップチームに2登録される。

## 代表歴
- U-15日本代表